# Слюсаренко Віктор Григорович
Ві́ктор Григоро́вич Слюсаре́нко (8 грудня 1946, с. Велика Кохнівка — 28 січня 1999, Київ) — педагог, доктор педагогічних наук (1997), професор (1993). 

## Біографічні дані
Народився 8 грудня 1946 року
У 1974 році закінчив Київський педагогічний інститут. Працював учителем. 
З 1987 року — був ректором Київського міжрегіонального інституту удосконалення вчителів. 
Помер 28 січня 1999 року в Києві.

## Наукова робота
Проводив наукові дослідження розроблення змісту загальної середньої і вищої освіти, методики навчання, виховання і розвитку дітей та учнів, андрагогічні основи фахового удосконалення педагогічних працівників.

### Основні праці
За ЕСУ:
- Дитина. Програма виховання і навчання дітей дошкільного віку. — К., 1993 (співавтор);
- Борис Грінченко і педагогічна культура України. — С., 1993;
- Український педагог Іван Стешенко. — К., 1994;
- Виховання духовного світу школярів. — К., 1995 (співавтор);
- Соціально-педагогічні функції і перспективи розвитку установ інтернатного і напівінтернатного типу в Україні. — К., 1996.[1]